# Lőrinc Mészáros (preot)
Nagybotú Lőrinc Mészáros, cunoscut și ca Laurențiu Mesaroș, (n. 5 septembrie 1466, Megyaszó, Districtul Szerencs, Borsod-Abaúj-Zemplén, Ungaria – d. 1514, Cluj, Regatul Ungariei) a fost un preot paroh roman-catolic, conducător al unei cete de răsculați în timpul războiului țărănesc condus de Gheorghe Doja.

## Biografie
S-a născut pe 5 septembrie 1466 în satul Megyaszó. Tatăl său, Gergely Mészáros, era de meserie măcelar. A studiat potrivit tradiției la Seminarul din Buda, împreună cu o rudă din Aszaló, Tamás Kecskés.
Preotul paroh Lőrinc Mészáros din Cegléd s-a alăturat armatei țărănești a lui Gheorghe Doja, conducând una din cetele de răsculați. În timpul asediului din Timișoara, ofensiva transilvană a preotului Lőrinc Mészáros a fost înfrântă.
Ultimele încercări de rezistență ale răsculaților au avut loc în zona Bihorului, unde țăranii au construit întărituri din pământ. Comandantul armatelor nobiliare, arhiepiscopul Pál Tomori, a reușit să fărâmițeze oștile răsculate prin făgăduieli mincinoase, determinându-i pe unii răsculați să plece acasă. În asediul cetății Biharia de la sfârșitul lunii iulie a anului 1514, oastea lui Lőrinc Mészáros a fost nimicită în lupta cu armata lui Pál Tomori, iar aproximativ 3.000 de țărani au fost uciși. Lőrinc Mészáros a fost capturat și dus la Cluj, unde a fost tras în țeapă, iar mai apoi corpul său a fost ars pe rug în piața orașului.

## In memoriam
Școala elementară Mészáros Lőrinc din Megyaszó îi poartă numele. Mai multe străzi din localitățile Ungariei sunt numite după el.